# Nazionale maschile di beach soccer della Germania
La nazionale di beach soccer della Germania rappresenta la Germania nelle competizioni internazionali di beach soccer.